# Biljana Bakić

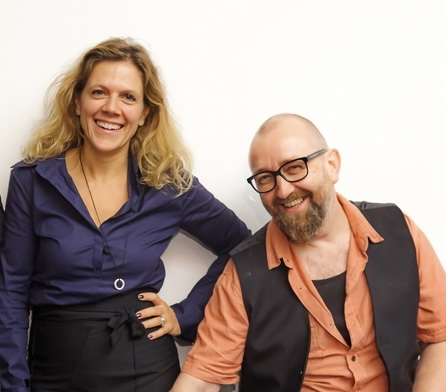
Biljana Bakić wraz ze wspólnikiem Pawłem Józwickim

Biljana Bakić (ur. 1968 w Belgradzie) – dyrektor zarządzająca i współwłaścicielka wytwórni Jazzboy. Razem z obecnym wspólnikiem Pawłem Józwickim założyli Jazzboy Records w 2005 r.

## Kariera zawodowa
Karierę w branży muzycznej rozpoczęła w 1996 roku podejmując pracę w Nowym Jorku jako dyrektor działu prawnego i doradztwa biznesowego BMG na Europę Wschodnią. W latach 1998–2004 dyrektor zarządzająca BMG Polska. W latach zarządzania BMG razem z Pawłem Józwickim, ówczesnym managerem A&R, stworzyli label Sissy Records. Pod kierownictwem Jozwickiego Sissy Records wylansuje jednych z najbardziej prestiżowych polskich artystów sceny alternatywnej ostatnich kilku lat – Ścianka, Smolik, Cool Kids of Death, Futro (Kasia Nowicka), Homosapiens.
W latach zarządzania BMG (1998–2004), wiele artystów zostało odkrytych (m.in. Ania Dąbrowska, Andrzej Smolik, Monika Brodka, Karolina Kozak, Cool Kids of Death, Tomek Makowiecki, Ewelina Flinta) oraz zrealizowano kilka z najbardziej udanych jednorazowych projektów na Polskiej scenie muzycznej m.in.:
- Album „Kayah i Bregovic” (1998) – jeden z największych sukcesów sprzedażowych na polskim rynku

- Album "Borysewicz & Kukiz" (2003)
- Album "Yugoton" (2001) – projekt z udziałem największych polskich gwiazd śpiewających przeboje z lat 80. krajów dawnej Jugosławii
- Projekt „Ladies” z udziałem największych gwiazd Polskiego rynku oraz Pani Prezydentowej Polski Jolanty Kwaśniewskiej
- Come back Krzysztofa Krawczyka i jego album w produkcji Andrzeja Smolika
- Stworzenie oddziału BMG – alternatywnej wytwórni Sissy Records.

Była Członkiem Zarządu Akademii Fonograficznej ZPAV w latach 1999–2004.
Wzięła udział jako członek jury w dwóch sezonach serbskiej edycji Idol (2003–2005) oraz w polskim talent show Nowa Generacja (2008).
W 2005 roku razem z Pawłem Jóźwickim założyła niezależną wytwórnię Jazzboy Records, którą do dzisiaj zarządza.
Jazzboy Records przez ostatnich 15 lat odniosło sukces jako dom produkcyjny, wydawca, publisher, filmowy i telewizyjny konsultant muzyczny. Z Jazzboy Records współpracowali artyści tacy jak Ania Dąbrowska, Edyta Górniak, Igor Herbut, Ania Wyszkoni, Gabriela Kulka, Justyna Steczkowska, Doda, Natalia Kukulska, Patrycja Markowska, Marcin Rozynek, a największy sukces ostatnich dziesięciu lat Jazzboy odniósł z Kortezem i Kaśką Sochacką, których wydania osiągnęły multiplatynowy i złoty status.

### Albumy wyprodukowane przez Jazzboy Studio w trakcie działalności Biljany Bakić[14]
- Mitch & Mitch con il loro Gruppo Etereofonico
  - Argomenti EP (2022)
  - Amore assoluto per Ennio (2022)

- Kaśka Sochacka
  - Ministory (2021)
  - Ciche dni (2021)
  - Wiśnia EP (2019)
- Kortez
  - Kwadro Tour Live (2022)
  - Sold out 2019/2020 (2020)
  - Wolbrom / Radom / Gostyń / Racibórz (2019)
  - Mini dom (2018)
  - Dobrze, że Cię mam EP (2018)
  - Dobry Moment EP (2018)
  - Mój Dom (2017)
  - Oficjalny Bootleg (2016)
  - Minialbum (2016)
  - Od dawna już wiem EP (2015)
  - Bumerang (2015)
  - Jazzboy Session EP (2015)
- Straight Jack Cat
  - EP3 (2015)
  - EP2 (2014)
  - EP1 (2014)
- Marcin Rozynek
  - Second Hand (2012)
- Ania Dąbrowska
  - Bawię Się Świetnie (2012)
  - Bang Bang EP (2010)
  - Live EP (2010)
  - Driving All Around (2010)
  - W spodniach czy w sukience? (2008)
  - Kilka historii na ten sam temat (2006)
- Kucz / Kulka
  - Sleepwalk (2009)
- Karolina Kozak 
  - Tak zwyczajny dzień (2007)
- Justyna Steczkowska 
  - Daj mi chwilę (2007)
- Silver Rocket
  - Unhappy Songs (2006)

### Produkcje singlowe Jazzboy Studio[14]
- Mitch & Mitch con il loro Gruppo Etereofonico – Alla serenità, Metti una sera a cena (Live), Argomenti
- Daria ze Śląska – Falstart albo faul
- Kaśka Sochacka – Zachody, Wiśnia, Jeszcze, Ciche dni, Boję się o Ciebie, Z soboty na niedzielę, Dla mnie to już koniec, Niebo było różowe
- Max Fisher – Inward Relief
- Kortez – Zostań, Od dawna już wiem (Radio Edit), Bumerang (Radio Edit), Dobry moment, Stare drzewa, Hej wy, No 46, Doskonały dzień
- Łukasz Zagrobelny – Tylko z Tobą chcę być sobą
- Feel – Lepiej Być Podobnym Do Nikogo
- Igor Herbut – Wkręceni – Nie ufaj mi
- Doda – Wkręceni (High Life)
- Piotr Niesłuch feat. Ania – Nothing is wrong
- Siostry Melosik – Żeńsko męska gra
- Patrycja Markowska – Tylko mnie nie strasz
- Natalia Kukulska – Wierność jest nudna
- Ania Dąbrowska – Nigdy nie mów nigdy
- Karolina Kozak – Kłam Proszę Kłam, Miłość na wybiegu
- Flinta/Zagrobelny – Nie kłam, że kochasz mnie
- Edyta Górniak – To nie tak, jak myślisz, Oj Kotku
- Dorota Miśkiewicz – Poza Czasem, Edukacja

## Edukacja
Do szkoły chodziła w Belgradzie, w byłej Jugosławii, oraz w Zimbabwe. Ukończyła studia licencjackie na kierunku prawo na Uniwersytecie w Belgradzie, następnie w wieku 21 lat wyjechała do USA, gdzie kontynuowała naukę na kierunku Antropologia na Uniwersytecie Pittsburgh. Następnie kształciła się w Central European University w Budapeszcie, który ukończyła z dyplomem Master of Laws (LL. M.). Prestiżową uczelnię Harvard University Law School, ukończyła w 1995 jako pierwsza w historii Serbka. Dodatkowo skoczyła klasę fortepianu i fletu w szkole muzycznej w Belgradzie.

## Życie prywatne
Urodziła się z Belgradzie. Z wykształcenia prawniczka, pochodzi z rodziny znanych architektów w byłej Jugosławii (rodzice Ljiljana i Dragoljub Bakić). Obecnie mieszka w Warszawie z mężem i trójką dzieci.